# Aclamación (grito)
Aclamación se refieren al grito de júbilo o de entusiasmo con que el pueblo manifiesta su estimación y aprecio a algunas personas eminentes o presta su aprobación a los grandes hechos ejecutados por ellas.

## Roma Antigua
En Roma iban acompañados los triunfos de sus grandes capitanes de ruidosas aclamaciones y en tiempo de los emperadores consta que se usaron en los principios de reinado, en las entradas públicas de los príncipes y con motivo de algunos acontecimientos dichosos y favorables al imperio. En el código Teodosiano, lib. 7, se hace mención de las aclamaciones del pueblo romano en las entradas de los emperadores Augusto y Constantino. Una de las fórmulas aclamatorias que la antigüedad nos ha trasmitido, era la de:
Dii te nobis servent: vestra salus nostra salus
(los dioses le conserven para nosotros: vuestra salud es nuestra salud).
Estas u oiras palabras semejantes se dirigían al emperador reinante y por eso decían a Antonino:
In te omnia, per te omnia habentur, Antonine
(en ti o por ti, Antonino, se consiguen todas las cosas)
y según Tácito, cuando Agripina entró en Roma exclamaba la multitud que ella era el honor de la patria, la única sangre de Augusto, el modelo único de la antigüedad y hacían votos por sus hijos. A la entrada de Alejandro Severo en Roma, Salve Roma, decían, quia salvus Alexander.

## Otros pueblos
No solo el pueblo romano usó de las aclamaciones sino que ya antes las habían empleado los griegos siendo una de sus manifestaciones gratulatorias: AγαθΧ TúxΞ, esto es, Buena fortuna.
Los hebreos usaban de la voz Hosanna, que equivale a saloum fac jam o a salva obsecro.
Todas estas fórmulas y otras que se habrán quizá perdido en la noche del tiempo manifiestan que los sentimientos de la multitud han sido constantemente emitidos por aclamaciones. Así es que en la historia de España y en la de los árabes en España, por José Antonio Conde, con frecuencia se hace mención de aclamaciones públicas y estrepitosas allá cuando Córdoba, Mérida y Granada figuraban mucho en el mundo, aunque bajo un cetro de origen oriental y de equivocadas creencias. Según se verá en el artículo siguiente, estuvieron en boga también entre los primeros cristianos y con posterioridad se han empleado y se emplean en varios pueblos de Europa como señal de júbilo por acontecimientos notables que tienen importancia e influencia en la suerte de los pueblos.